# Marc van Kreveld
Marc Johan van Kreveld é um geômetra computacional holandês, conhecido como um dos autores do livro-texto Computational Geometry: Algorithms and Applications (com Mark de Berg, Otfried Cheong e Mark Overmars, Springer, 1997; 3ª ed., 2008).
Van Kreveld obteve um doutorado em 1992 na Universidade de Utrecht, com a tese New Results on Data Structures in Computational Geometry, orientado por Mark Overmars. É professor de ciência da computação da Universidade de Utrecht.
Com Ferran Hurtado foi co-catedrático do Symposium on Computational Geometry de 2011. Também trabalhou com sistemas de informações geográficas, e (com Jürg Nievergelt, Thomas Roos e Peter Widmayer) é autor do livro Algorithmic Foundations of Geographic Information Systems (Springer, 1997). 